# Джанатха Вимукти Перамуна

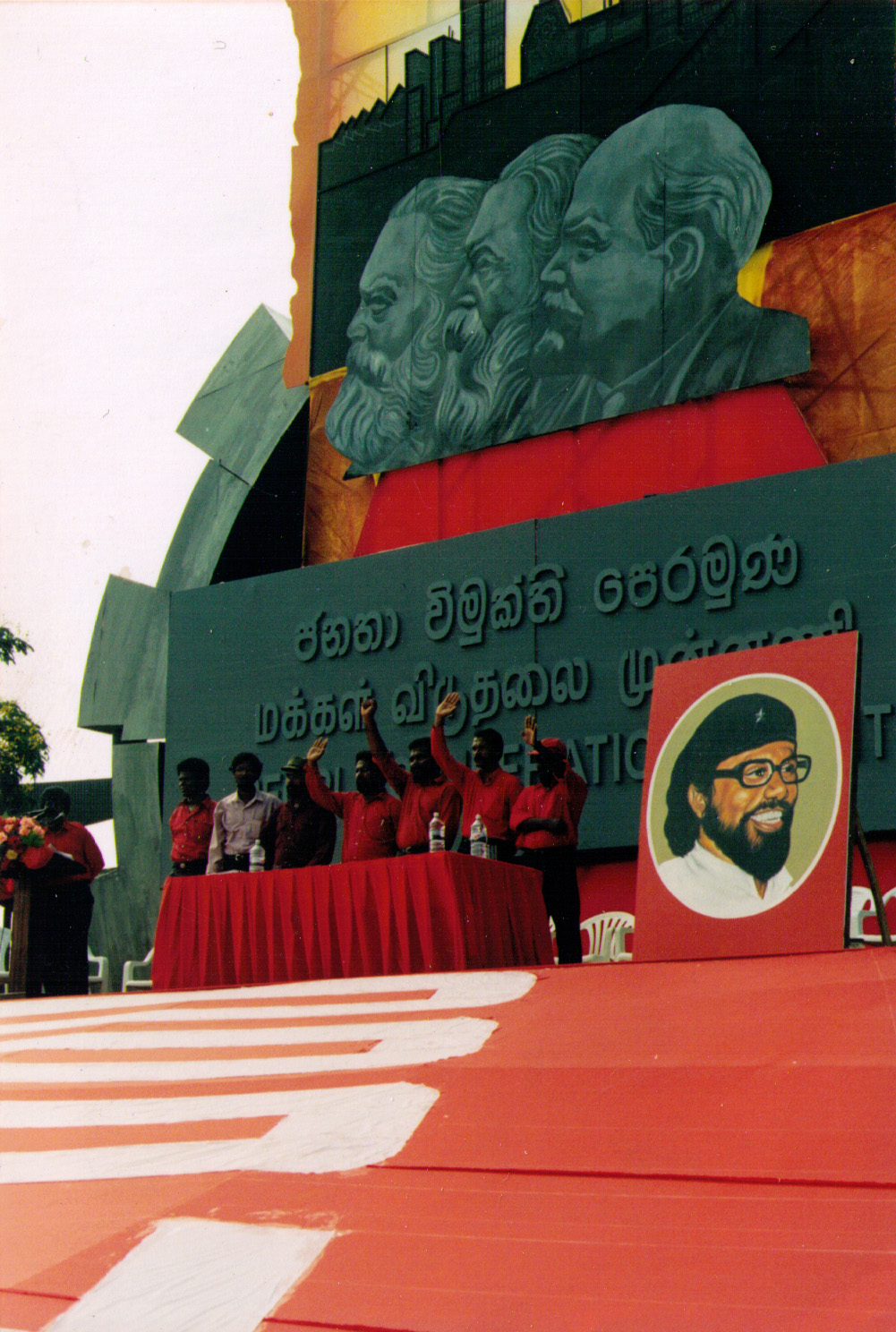
Лидеры Джанатха Вимукти Перамуна на праздновании первого мая в Коломбо, 1999 г.

Джанатха Вимукти Перамуна (Джаната Вимукти Перамуна, Janatha Vimukthi Peramuna, JVP, синг. ජනතා විමුක්ති පෙරමුණ, там. மக்கள் விடுதலை முன்னணி), букв. «Народный фронт освобождения» — марксистско-ленинская коммунистическая (в неаффилированных источниках определяется как сингальская националистическая) партия и бывшая боевая организация в Шри-Ланке. Движение участвовало в двух вооружённых восстаниях против правительств Шри-Ланки: в 1971 г. и 1987-89 гг.. Мотивом обоих восстаний было создание социалистического государства.
Первоначально ДВП была небольшой организацией, которая превратилась в хорошо организованную партию, способную влиять на государственную политику. Его члены открыто выступали за левое коалиционное правительство «Объединённый фронт». Разочаровавшись в коалиции, они подняли восстание против правительства доминиона Цейлон в начале 1971 года, которое перешло в активную фазу после запрета партии. Боевое крыло партии, «Красная гвардия», захватило более 76 опорных пунктов полиции и правительственных войск по всей территории страны.
ДВП вошла в демократическую политику в 1977 году, когда президент Джуниус Джаявардене освободил из тюрьмы лидера партии Рохану Виджевиру. После распада коалиционного правительства Объединённого фронта Виджевира участвовал в президентских выборах 1982 года и получил 4,16 процентов голосов. Перед выборами он был осуждён Комиссией по уголовному правосудию за сговор с целью насильственного свержения власти. ДВП подняла более организованное восстание во второй раз в 1987 году после подписания соглашения между Индией и Шри-Ланкой.
После операции «Комбайн» и убийства Виджевиры ДВП вернулась на выборы под названием «Фронт национального спасения». Оставшиеся в живых члены партии вели кампанию на выборах 1994 года, но в конечном итоге прекратили её и поддержали националистическую оппозиционную Партию свободы. В 2004 году они присоединились к правительству как часть Объединённого альянса народной свободы и поддерживали власти в их войне против Тигров освобождения Тамил-Илама (ТОТИ), но впоследствии покинули коалиционное правительство.
С тех пор партия не входит в какие-либо парламентские коалиции.

## История
ДВП была основана в 1965 году с целью стать ведущей силой коммунистической революции в Шри-Ланке. В то время на Цейлоне существовало ещё четыре левые политические партии: троцкистская Ланка Сама Самаджа Парти (ЛССП), созданная в 1935 году; Коммунистическая партия Шри-Ланки, которая отделилась от ЛССП в 1943 году из-за разногласий по поддержке Великобритании во время Второй мировой войны ; основанная более умеренными бывшими членами ЛССП Махаджана Эксат Перамуна; компартия маоистского толка.
С момента обретения страной независимости две основные партии — Объединённая национальная партия и Партия свободы Шри-Ланки — управляли страной в течение восьми лет каждая, и экономическое положение в стране ухудшилось. По словам основателей ДВП, ни одна из сторон не смогла реализовать ни одной меры по выходу из кризиса. ДВП сочла вступление трёх левых партий в Объединённый фронт Шри-Ланки в 1964 году предательством чаяний народа и рабочего класса. Инфляция, уровень безработицы и цены на продукты питания выросли, несмотря на усилия правительства по предотвращению этого.

### Рохана Виджевира
Отец Роханы Виджевиры был политическим активистом КПШЛ. Во время избирательной кампании 1960-х годов он подвергся жестокому нападению со стороны членов ОНП, в результате чего остался парализован; Виджевира, вероятно, был эмоционально затронут, что, возможно, изменило его взгляды и вызвало ненависть к ОНП. Когда дальнейшее образование Виджевиры оказалось под угрозой в результате потери трудоспособности его отца, компартия выделил ему стипендию для изучения медицины на медицинском факультете Университет дружбы народов имени Патриса Лумумбы в Москве, где он читал произведения Карла Маркса, Фридриха Энгельса и Ленина и стал убеждённым марксистом.

### Последствия советско-китайского раскола
К этому времени Объединённая социалистическая партия разделилась на две фракции: прокитайскую и просоветскую. Виджевира покинул КПЦ, которая была связана с СССР, и присоединился к Цейлонской коммунистической партии (маоистской).
После визита в Шри-Ланку в 1964 году ему не разрешили вернуться в СССР: его студенческая активность в пользу маоизма в Москве вызвала недовольство в руководстве института. Прокитайскую фракцию возглавил Премалал Кумарасири. Благодаря политической деятельности своего отца Виджевира связался с Кумарасири, вступил в партию и стал частью профсоюзного крыла.

### Раскол
Виджевира все больше чувствовал, что левое движение (обычно называемое в Шри-Ланке «старым левым»), существовавшее до того момента, не произвело достаточного количества профессиональных революционеров и никогда не предпринимало значимых усилий для марксистских идей в массы. Рабочие принимали слова лидеров «старых левых» как истину в последней инстанции. Он также считал, что руководство «старых левых», осознавая этот аспект, в полной мере использовало его, чтобы притупить воинственность рабочих. Виджевира и другие решили в середине 1965 года создать новую партию, которая была явно революционной по своему характеру; она была сформирована без отрыва от других устоявшихся партий. Новая партия занималась политической деятельностью, в основном заключавшейся в попытках повысить политическую осведомлённость рабочего класса.

### Пять классов
Виджевира считал, что одной из наиболее важных задач было политическое просвещение масс. После обсуждения этого вопроса было решено, что вводным шагом должен быть незамысловатый марксистский анализ социально-политических и экономических проблем страны. Этот анализ был разбит на пять дискуссий по пяти основным темам.
В течение 1968 года Виджевира путешествовал по стране, проводя политические занятия для членов партии. Образовательный лагерь следовал за пятью основными политическими классами. Необходимо было принять меры предосторожности для того, чтобы сохранить этот образовательный лагерь в секрете, чтобы не тревожить правительство и «старых левых». Все занятия длились от 17 до 18 часов в день, прерывались только приёмами пищи.
К 1971 году ДВП зарекомендовала себя как политическая партия и предложила альтернативу тем, кто разочаровался в политике других левых организаций. Большинство членов и сторонников ДВП в то время были молодыми людьми. Встревоженные политическим потенциалом JVP, правительство и его левые союзники обрушили на неё различные виды клеветы. Многие представители «старых левых» называли членов JVP «агентами ЦРУ, пытающимися свергнуть партию сторонников Восточного блока».

### Полноценная организация

#### Иностранные ячейки
ДВП открыла свои ячейки во многих странах, включая Южный Йемен, Бельгию, Великобританию и Ирак; Южный Йемен также пообещал поставить партии небольшое количество оружия; хотя позже заявил, что поставки оружия невозможны.

## Восстание 1971 года

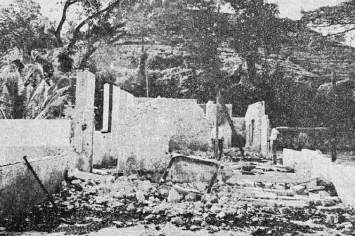
Полицейский участок, разрушенный повстанцами. Всего во время восстания было уничтожено 75 полицейских участков.

ДВП привлекла внимание всего мира, когда в апреле 1971 г. начала восстание против правительства Сиримаво Бандаранаике. Хотя повстанцы были молоды, плохо вооружены и недостаточно обучены, они захватили и удерживали основные районы южных и центральных провинций Шри-Ланки, прежде чем восстание было подавлено силами безопасности. Их попытка захватить власть вызвала серьёзный политический кризис и привела к коренной переоценке потребностей национальной безопасности. В марте 1971 года после случайного взрыва на одном из заводов по производству бомб полиция обнаружила пятьдесят восемь бомб в хижине в Нелундении, округ Кегалле. Вскоре после этого Виджевира был арестован и отправлен в тюрьму в Джафне, где и находился на протяжении всего восстания. В ответ на его арест и растущее давление со стороны полиции, другие лидеры ДВП действовали незамедлительно и начали восстание в 23:00 5 апреля. После двух недель боёв правительство восстановило контроль над всеми, кроме нескольких отдалённых районов. Как в человеческом, так и в политическом плане цена победы была высока: по оценкам ДВП, около 30 000 повстанцев, многие из которых были подростками, погибли в конфликте. Считается, что армия и полиция применяли чрезмерную силу. Чтобы привлечь на свою сторону население и предотвратить затяжной конфликт, Бандаранаике объявила амнистию участникам в мае и июне 1971 года, однако высшие руководство партии было заключено в тюрьмы. Виджевира, который уже находился в заключении во время восстания, был приговорён к двадцати годам лишения свободы.

## Восстание 1987—1989 гг

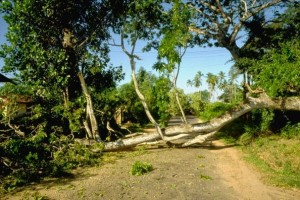
Дорога, заблокированная поваленными повстанцами деревьями.

Индийское вмешательство через Индийско-ланкийское соглашение и план раздела острова привели к восстанию 1987—1989 годов. ДВП использовала прибытие индийских миротворческих сил и широко распространённые националистические настроения значительной части сингальцев, чтобы терроризировать как руководство страны, так и те слои гражданского общества, которые ему симпатизировали. Организованная в несколько ячеек по всей стране и в основном базирующаяся в округе Канди в центральной провинции, ДВП не только сотрясала страну насильственными харталами (всеобщими забастовками) в течение трёх лет, но и убила, вероятно, тысячи людей.
В конце 1986 года первой жертвой целенаправленного террора со стороны ДВП пал Дая Патирана — леворадикальный лидер Независимого студенческого профсоюза (конкурировавшего с подконтрольной ДВП Межуниверситетской студенческой федерацией) Университета Коломбо. Среди убитых боевиками ДВП были многие ведущие журналисты, не поддавшиеся угрозам с требованием прекратить вещание (в том числе Сагарика Гомес), ректор Университета Коломбо Стэнли Виджесундера, отказавшийся закрыть вуз под давлением ДВП, глава государственной фармацевтической корпорации Глэдис Джаявардене, не принявшая продвигаемый ДВП бойкот медикаментов из Индии, кинопродюсер Канагасабаи Гунаратнам, актёр и левый политик Виджая Кумаратунга, ряд политиков Объединённой национальной партии, активистов ЛССП и компартии.
Правительственные войска захватили и убили Виджевиру и его заместителя в ноябре 1989 г. в Коломбо; к началу 1990 года они убили или заключили в тюрьму оставшихся членов политбюро ДВП и задержали около 7000 вероятных членов партии. Хотя правительство одержало решительную военную победу, были заслуживающие доверия обвинения в жестокости и внесудебных казнях. Число погибших во время восстания неизвестно, поскольку в то время правительство также вело борьбу с тамильскими повстанческими группами. Многочисленные официальные и неофициальные отчёты подтверждают, что число погибших превысило 60 000 человек. Кроме того, на фоне общего хаоса, наблюдались локальные вспышки насилия на этнической почве.
Что можно утверждать наверняка, так это методы убийств, которыми пользовались повстанцы, в том числе убийства «ожерельем», потрошение жертв и оставление их умирать, и даже случай, когда восемнадцать отрубленных голов уложены вокруг пруда Алвис в Университете Перадении, который произошёл на следующий день после того, как помощник регистратора университета и офицер-доброволец, были убиты двумя боевиками в помещении университета.. Исследователями геноцида восстание и последовавшие за ним события рассматриваются как одни из немногих случаев массовых политического убийств, совершённых при демократическом режиме, жертвами их стали по меньше мере от 13 до 30 тыс. членов ДВП и их предполагаемых сторонников.

## Военизированная организация
Боевое крыло ДВП, состоявшее в основном из недостаточно подготовленной молодёжи, несёт ответственность за нападения на несколько мест по всему Цейлону, в том числе на тюрьму в Джафне, авиабазу Экала и город Веллавайя в 1971 году. Позже, в 80-х годах, ДВП при содействии ряда других организаций готовили Патриотические народные вооружённые силы. ПНВС осуществили гораздо лучше спланированные атаки, такие как нападение на отряд в Паллекеле. Военизированное крыло ДВП в конце 80-х возглавлял лидер ДДВ Кирти Виджаябаху.

### 1971 год
Несмотря на недостаточную подготовку, боевики JVP были вооружены дробовиками, носили синюю форму, армейские ботинки и шлемы. Основным источником финансирования были ограбления банков.

### 1987—1989 годы
Во время второго мятежа они были вооружены в основном украденным оружием, таким как AK-47, T-56, а также британские винтовки 303 калибра.

### Международная поддержка
Организация получала поддержку со стороны КНДР, Южного Йемена и Ирака. Также сообщалось, что поддержку группировке оказывали Китай и США, однако это было опровергнуто правительствами этих стран.

## Международное сотрудничество
ДВП была связана с несколькими международными организациями, среди которых были Организация освобождения Палестины, Национальный фронт освобождения Йемена и Трудовая партия Кореи.

### Северная Корея
В начале 1970-х годов Северная Корея поддерживала ДВП, принимая на учёбу её членов. В 1970 году торговое представительство Северной Кореи в Коломбо стало посольством. Находясь в Шри-Ланке, северокорейские дипломаты установили связи с ДВП, КНДР помогала группе напрямую через офис. Виджевира посетил Северную Корею ещё до создания ДВП. Позднее дипломатические отношения Шри-Ланки и КНДР были разорваны и впоследствии не восстановлены. 18 северокорейцев были изгнаны с острова, но это не остановило их поддержку ДВП, а индийские патрульные катера, базировавшиеся в водах вокруг острова, были атакованы северокорейскими канонерскими лодками. До изгнания северокорейцы потратили 14000 долларов на информационную поддержку движения. Кроме того, они предоставили группировке боевое снаряжение, а также инструкции по изготовлению взрывчатки и ведению партизанской войны.
В 2017 году правительство Шри-Ланки поддержало санкции ООН против Северной Кореи. Лидер ДВП Анура Кумара Диссанаяка раскритиковал эту идею, заявив, что Северная Корея является социалистической страной и Шри-Ланка должна её поддерживать.

### Ирак
Контакты ДВП c Ираком до 1970-х годов были ограничены Арабской социалистической партией Баас. Виджевира и Шанта Бандара несколько раз посещали Ирак, чтобы встретиться с членами Баас. Бандара успешно сформировал Межуниверситетскую студенческую федерацию, которая будет служить связующим звеном между двумя сторонами. Когда началась ирано-иракская война, несколько членов ДВП протестовали перед посольством Ирана в Коломбо. Во время второго восстания, ДВП получила деньги из Ирака для финансирования Народно-патриотического движения.

### Советский Союз
Советский Союз начал поддерживать ДВП в 1978 году, когда она разорвала отношения с Коммунистической партией Китая. КПСС пригласила организацию вместе с КПШЛ принять участие в Всемирном фестивале молодёжи и студентов.

## Идеология
Идеология ДВП менялась в зависимости от её руководства, а также текущих национальных и политических проблем в Шри-Ланке и мире. Она была сформирована на основе маоизма и постепенно перешла к другим формам марксизма, таким как геваризм и мысль Хо Ши Мина. Вначале в партии наблюдались расколы из-за внутренних идеологических конфликтов.

### «Пять лекций» (1965—1983)
Первые пять лекций ДВП, основанных на принципах классовой и социальной борьбы, были о «неудачах» старых левых и «пути» новых левых. Виджевира, который придерживался антииндийских настроений, читал лекции против индийского ирредентизма. Остальные лекции были посвящены экономике и безработице.

### Джатика Чинтаная (1983—1989)
В 1983 году идеология JVP была изменена, поскольку партия предвидела последствия бездействия индийских спецслужб (в частности, Отдела исследований и анализа), пользующихся покровительством ланкийского правительства. К этому времени она разработала свою собственную идеологию под названием Джатика Чинтаная (досл. «национальная идеология»).

### Третья лекция (1994 — настоящее время).
Сомаванса Амарасингхе, впоследствии ставший лидером, провёл ряд коренных изменений в партии, сделавшими её ближе к демократическим партиям. Он отказался присоединиться к национальному сообществу, но позже присоединился к некоторым лево-правым альянсам, таким как Объединённый национальный фронт. Организация верит в основанные на демократии политические линии, а не в линии повстанцев, которые она ценила с момента своего создания. ДВП сформировала Национальное народное правительство в 2015 году, состоящее из различных левых групп, следующим различным идеологиям, таким как аграрный социализм, демократический социализм и революционный социализм. Текущая идеология партии — демократия и антиимпериализм.

## Демократическая политика

### До восстания 1971 года
До своего первого восстания ДВП не была широко известной. Партия отказалась стать демократической после военного переворота и массовых убийств членов коммунистической партии в Индонезии. Они заявляли, что правительство Цейлона попытается задавить партию военным путём, если она перестанет вооружаться. Правительство запретило ДВП после нападения на верховную комиссию США на Цейлоне. Правительство обвинило в этом членов ДВП, однако выяснилось, что нападение было совершено маоистской организацией.

### После восстания 1971 года
Кратковременный конфликт вызвал хаос в национальной политике Шри-Ланки и её международных отношениях. Многие страны были обвинены в поддержке ДВП, включая КНР и Северную Корею; Китай впоследствии опроверг поддержку партии. В результате борьбы правительство победило ДВП в апреле 1971 года, в результате чего оно ушло в подполье, хотя и участвовало в выборах в местные органы власти в 1978 году.

### Вход на выборы
После выборов 1978 г. репутация организации среди революционеров упала; однако организация стало более известной в широких кругах, и к ней присоединилось много новых членов. В 1982 году ДВП участвовала в выборах в Совет по развитию округов и президентских выборах; это была единственная радикальная партия, участвовавшая в выборах в 1982 году.
ОНП представила Совет по развитию округов как решение этнического конфликта. Нава Сама Самаджа Парти, КПШЛ и националистическая ПСШЛ бойкотировали выборы, однако ДВП участвовала в них, и по итогу выборов заняла несколько мест в совете. Примерно в это же время Избирательная комиссия Шри-Ланки официально признала ДВП законной политической партией.

### Преследование Объединённого фронта
В 1978 году ОНП ввела комиссии для обвинения членов ОФ в игнорировании или нарушении прав человека в таких событиях, как унижение, изнасилование и убийство Премавати Манампери. ОНП призвали членов ДВП дать показания против ОФ; ОФ раскритиковал процедуру, назвав её капиталистической. После этого члены ОФ не были допущены к участию в выборах 1978 года. В результате оппозицией стал Тамильский объединённый фронт освобождения, который ДВП пыталась устранить.

### Президентские выборы 1982 года
В 1982 году Виджевира участвовал в президентских выборах. Партия рассчитывала набрать более 500 000 голосов, но набрала только 275 000. Хотя она получила больше голосов, чем Колвин де Силва, партия была разочарована результатами. Правительство снова запретило ее, и численность членов ДВП снова упала, поскольку люди начали сомневаться в её электоральной жизнеспособности.
(Согласно другому источнику, правоцентристское правительство запретило JVP после антитамильских беспорядков в июле 1983 года, утверждая, что она играла ключевую роль в них.)

### Этнические беспорядки 1983 года
После этнических беспорядков правительство осудило ДВП, КПШЛ и НССП, чтобы привлечь внимание Великобритании и США, заявив, что данные партии участвовали в беспорядках Чёрного июля, в результате которых погибли тысячи тамилов. Запрет на КПШЛ был снят из-за большого количества тамилов в её рядах, но ДВП продолжала оставаться под запретом.

### Участие в выборах

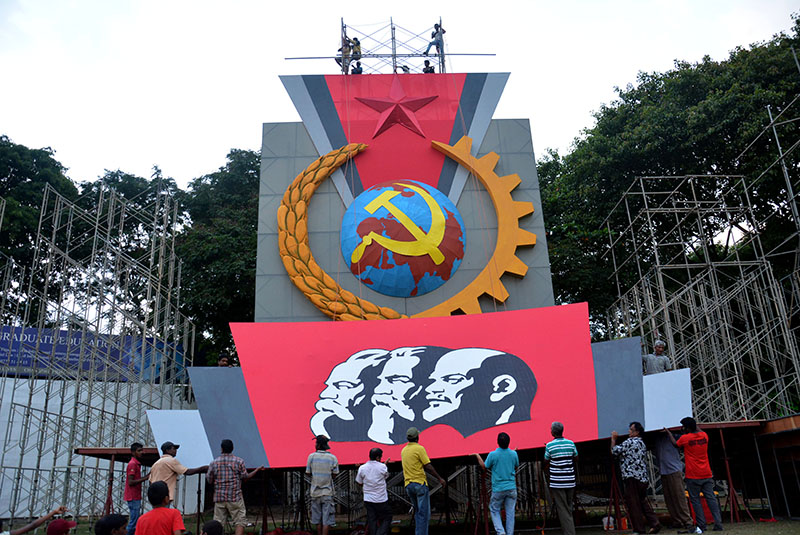
Декорации, подготовленные к празднования первого мая, 2016 год.

После того, как руководство ДВП было устранено государственными репрессиями во время правительства Премадасы, оно возродилось как политическая партия. ДВП поддержала предвыборную кампанию Чандрики Кумаратунга после того, как сняла своего кандидата. ДВП участвовала в президентских выборах 1999 года, и их кандидат Нандана Гунатиллеке получила 4,08 % голосов. ДВП выступал на выборах под названием «Фронт национального спасения».
Кульминационным моментом избирательной кампании ДВП стали выборы в парламент, состоявшиеся 2 апреля 2004 года. Партия входила в Объединённый союз народной свободы, который получил 45,6 % голосов избирателей и 105 из 225 мест в парламенте. Как вторая по величине партия этой коалиции, она вошла в состав правительства с 39 членами парламента и тремя портфелями кабинета министров.

### Насилие после цунами
Вскоре после цунами 2004 года ДВП полагала, что правительство Шри-Ланки обратится за помощью к «Тиграм освобождения Тамил-Илама». После многочисленных споров ДВП и Ятика Хела Урумая выразили протест против мирного вмешательства Норвегии. Впоследствии был убит тамильский журналист Дхарман Сиварам. Неизвестная ранее бригада Террапуттабайя угрожала убийством нескольким другим журналистам, в том числе бывшему члену ДВП Виктору Ивану.

### Президентские выборы 2005 года
В 2005 году Махинда Раджапакса был избран президентом Шри-Ланки. Некоторые политологи полагали, что большая часть поддержки и одобрения Раджапаксе исходила от ДВП из-за того, что Раджапакса выступал против примирения с тамилами. Некоторые аналитики отвергают эту идею, заявляя, что ДВП была слишком слабой, чтобы оказывать влияние на выборы президента. Другие независимые интеллектуалы, такие как Даян Джаятиллека, Налин де Силва и Мохан Самаранаяке, указали, что победу Раджапакши обеспечило его соглашение с ДВП.

### Внутренний конфликт в апреле 2008 года
В апреле 2008 года партия пережила внутренний конфликт между сторонниками Вимала Вираванса и партийным руководством. Партия решила приостановить членство Вираванса 21 марта 2008 года. В сообщениях СМИ говорилось, что Вираванса спорил с руководством из-за разоружения политической партии Тамил Маккал Видутхалаи Пуликал, которая пыталась участвовать в выборах в совет провинции на востоке страны, которые должны были состояться в мае 2008 года.
Член партии Пиясири Видженаяке обвинил ОНП в заговоре против ДВП на пресс-конференции, состоявшейся в отеле «Ниппон» в Коломбо 8 апреля 2008 года. Он утверждал, что Рави Карунанаяке, член ОНП, присутствовавший на встрече с высокопоставленными лидерами ДВП в своей резиденции был главным заговорщиком. Видженаяке сказал BBC, что машины его и Ачала Суранги Джагоды были насильно увезены группой, возглавляемой Джаянатхой Виджесекарой, членом парламента от округа Тринкомали.
Группа Вираванса посетила самых высокопоставленных буддийских монахов в округах Асгирии и Малватте 20 апреля 2008 года, чтобы получить благословение для своего нового политического движения. Вираванса также обвинил лидеров ОНП в Котте в заговоре против ДВП.. Затем группа Вираванса сформировала новую политическую партию под названием Джатика Нидахас Перамуна . Партийная деятельность началась 14 мая 2008 года, в годовщину того дня, когда Виджевира создал ДВП в 1965 году, и в тот день, когда ТОТИ убили 146 паломников в Шри Маха Бодхи в 1985 году. Лидеры партии заявили, что новая политическая партия была альтернативой двум основным политическим партиям, ОНП и ПСШЛ, но не ДВП. В декабре 2008 года ДНП присоединилась к правительству и заявила, что правительству необходима народная поддержка, поскольку оно успешно борется с ТОТИ на севере Шри-Ланки. Руководство ДВП обвинили правительство, заявив, что оно неправильно решило многие проблемы, и заявили, что их соперники присоединились к правительству для личной выгоды.

### Президентские и парламентские выборы 2010 года
ДВП сформировала коалицию с ОНП, чтобы поддержать Саратха Фонсеку, бывшего главнокомандующего армией, на президентских выборах 2010 года, но он проиграл действующему президенту Махинде Раджапаксе. После этого ОНП вышла из коалиции, и ДВП участвовала во всеобщих выборах вместе с фракциями Саратха Фонсеки под знаменем Демократического национального альянса. Альянс получил 7 мест, из которых 4 получили кандидаты от ДВП.

### Внутренний конфликт в апреле 2012 года
В партии произошёл раскол в 2012 году, когда группа членов покинула партию, чтобы создать новую Фронтовую социалистическую партию. Хотя она не была так успешна, как ДВП, она все же участвовала в выборах. ФСП не удалось стать популярнее ДВП, но они остались более активными, организовывая митинги и антиамериканскую пропаганду.
Женское крыло и большинство студенческих и молодёжных оказали поддержку новосозданной ФСП.
Несколько лидеров студенческих профсоюзов, таких как Думинда Нагамува, Удул Премаратне и Чамира Косватта, также встали на сторону ФСП.

### Президентские и парламентские выборы 2015 года

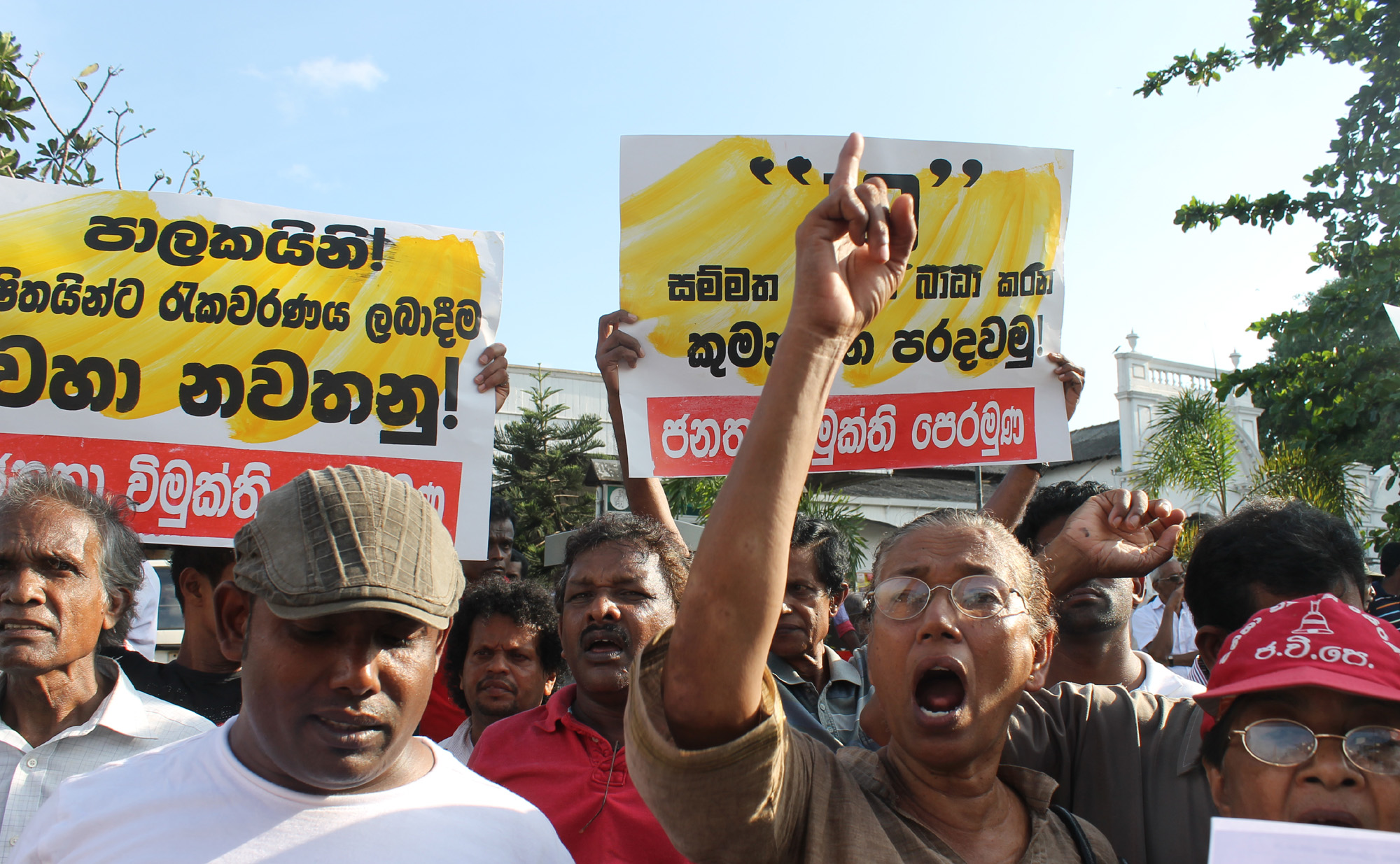
Протесты членов ДВП, 2015 год.

В время президентских выборов в 2015 году ДВП не поддерживала никаких коалиций однако, они подвергли резкой критике действующего президента Махинду Раджапаксу, что отчасти привело к его поражению. Позже в августе партия приняла участие в парламентских выборахгде набрала 543 944 голоса, получив шесть мест в парламенте.

### Президентские выборы 2019 года
Партия вышла на выборы как Национальное движение за власть народа, и её кандидатом был Анура Кумара Диссанаяке. Он получил 418 553 голоса, что составило 3,16 % от общего количества голосов. С тех пор партия стала называться ННС, но до сих пор часто упоминается как ДВП.

### Парламентские выборы 2020 года
НДВН участвовала в выборах 2020 года и заняла четвёртое место.
По опросам февраля 2022 года занимает первое место по опросам о местных выборах.

## Руководство
| Название                | Изображение | Годы в руководстве               | Примечания                                                           |
| ----------------------- | ----------- | -------------------------------- | -------------------------------------------------------------------- |
| Рохана Виджевира        |             | 14 мая 1965 — 13 ноября 1989     | Основатель, руководил партией до своего убийства 13 ноября 1989 года |
| Саман Пиясири Фернандо  |             | 13 ноября 1989 — 29 декабря 1989 | Руководил партий несколько недель после убийства Виджевиры           |
| Лалит Виджератна        |             | 29 декабря 1989 — 1 января 1990  |                                                                      |
| Сомаванса Амарасинге    |             | 1 января 1990 — 2 февраля 2014   |                                                                      |
| Анура Кумара Диссанаяке |             | 2 февраля 2014 — н.в.            |                                                                      |

## Результаты выборов
| Год  | Лидер партии            | Количество голосов | Процент | Количество мест |
| ---- | ----------------------- | ------------------ | ------- | --------------- |
| 1994 | Сомаванса Амарасинге    | 90,078             | 1,13 %  | 1 из 225        |
| 2000 | Сомаванса Амарасинге    | 518,774            | 6,00 %  | 10 из 225       |
| 2001 | Сомаванса Амарасинге    | 815,353            | 9,10 %  | 16 из 225       |
| 2004 | Сомаванса Амарасинге    | 4,223,970          | 45,60 % | 16 из 225       |
| 2010 | Сомаванса Амарасинге    | 441,251            | 5,49 %  | 39 из 225       |
| 2015 | Анура Кумара Диссанаяке | 543,944            | 4,87 %  | 4 из 225        |
| 2020 | Анура Кумара Диссанаяке | 445,958            | 3.84 %  | 3 из 225        |

| Год  | Кандидат                | Количество голосов | Процент голосов | Результат |
| ---- | ----------------------- | ------------------ | --------------- | --------- |
| 1982 | Рохана Виджевира        | 273,428            | 4,19 %          | Поражение |
| 1994 | Нихаль Галаппатхи       | 22,749             | 0,30 %          | Поражение |
| 1999 | Нандана Гунатилаке      | 344,173            | 4,08 %          | Поражение |
| 2019 | Анура Кумара Диссанаяке | 418,553            | 3,16 %          | Поражение |